# Jan Gerard Kowalski
Jan Gerard Kowalski (ur. 15 lutego 1937 w Zabrzu jako Gerhard Johannes Kowalski) – polski piłkarz, pomocnik oraz trener, długoletni piłkarz Górnika Zabrze.

## Kariera
Zanim w 1956 trafił do Górnika, był zawodnikiem Pogoni Zabrze. W Górniku występował przez wiele sezonów, jako zawodnik tego klubu pierwszy raz zagrał w reprezentacji. Seryjnie zdobywał tytuły mistrza Polski. W reprezentacji zadebiutował 4 maja 1960 w meczu ze Szkocją, ostatni raz zagrał w 1962. Łącznie w biało-czerwonych barwach rozegrał 10 oficjalnych spotkań.
Po zakończeniu kariery piłkarskiej rozpoczął pracę trenerską. Od ponad 30 lat związany z Gwarkiem Zabrze. Pięciokrotnie był także trenerem pierwszej drużyny Górnika.